# Макдермотт, Брайан
Бра́йан Джеймс Макде́рмотт (англ. Brian James McDermott; родился 8 апреля 1961 года в Слау, Англия) — английский футболист и футбольный тренер.

## Карьера
Свою футбольную карьеру футболист начал в 1978 году в лондонском «Арсенале». Также Макдермотт выступал за «Фулхэм», «Оксфорд Юнайтед», «Хаддерсфилд Таун», «Кардифф Сити» и «Эксетер Сити».
Тренерскую карьеру Брайан начал в 1996 году. В 2009 году Макдермотт стал тренировать футбольный клуб «Рединг». В сезоне 2011/12 команда заняла 1-е место в Чемпионате Футбольной лиги, после чего получила возможность играть в Премьер-лиге.

## Тренерская статистика
| Команда      | Страна | Начало работы   | Окончание работы | Результаты | Результаты | Результаты | Результаты | Результаты |
| Команда      | Страна | Начало работы   | Окончание работы | И          | В          | Н          | П          | П %        |
| ------------ | ------ | --------------- | ---------------- | ---------- | ---------- | ---------- | ---------- | ---------- |
| Рединг       | Англия | 17 декабря 2009 | 12 марта 2013    | 168        | 76         | 43         | 49         | 45,23      |
| Лидс Юнайтед | Англия | 12 апреля 2013  | н.в.             | 0          | 0          | 0          | 0          | 0          |
| Всего        | Всего  | Всего           | Всего            | 168        | 76         | 43         | 49         | 45,23      |